# باول هاردين
باول هاردين (بالإنجليزية: Paul Hardin)‏ هو أحيائي أمريكي، ولد في 14 سبتمبر 1960 في هازل كرست في الولايات المتحدة.